# O Auriga
O Auriga (em inglês:  The Charioteer) é um romance de guerra de Mary Renault publicado pela primeira vez em Londres em 1953. A editora norte-americana de Renault (Morrow) recusou a sua publicação até 1959, depois de uma revisão do texto, devido ao retrato, geralmente positivo, que era feito da homossexualidade. O Auriga é importante por apresentar um protagonista gay e uma história romântica com um final feliz, sendo o primeiro livro publicado convencionalmente em Inglaterra a fazê-lo. Rapidamente se tornou num êxito de vendas - particularmente junto do público homossexual e continua a ser um clássico de culto.

## Resumo do enredo
Este romance decorre principalmente em 1940, durante o período que se seguiu à derrota de Dunquerque na Segunda Guerra Mundial, num hospital militar na Inglaterra, durante bombardeamentos nocturnos e apagões. O protagonista da história, Laurie (Laurence) 'Spud' Odell, é um jovem soldado ferido em Dunquerque (Renault tinha estudado enfermagem e durante a guerra foi enviada para um hospital de urgências em Winford, nos arredores de Bristol), que deve escolher entre o afecto que sente por um objector de consciência mais jovem do que ele, que trabalha no hospital, ou por um oficial da marinha que tinha "idolatrado", quando ambos eram alunos num colégio interno masculino, e que voltara a encontrar inesperadamente.
O objector de consciência, Andrew Raynes, é um jovem quacre, sexualmente ingénuo, que trabalha como auxiliar de enfermagem no hospital militar onde Laurie está a ser tratado. Ralph Lanyon, que comandou o navio mercante que evacuou Laurie de Dunquerque, foi o herói de infância de Laurie na escola, de onde fora expulso por causa de um incidente sexual com um outro rapaz (Hazell). É sexualmente experiente e é um membro activo da subcultura homossexual de uma cidade vizinha.
Laurie deve aceitar sua própria natureza, bem como os dois aspectos diferentes do amor, caracterizados por Andrew e Ralph: a natureza 'pura' e assexuada do seu amor por Andrew; e a sensualidade do seu amor a Ralph. O título do romance deriva da alegoria da carruagem empregada por Platão no seu diálogo Fedro, no qual a alma (o auriga) deve aprender a gerir os dois aspectos do amor, o cavalo negro, representando o lado erótico do amor, e o cavalo branco representando o lado altruísta do amor.
As circunstâncias, eventualmente, obrigam Laurie a escolher Ralph em detrimento de Andrew, desistindo deste em vez de o forçar a um conflito entre as suas crenças religiosas e a sua sexualidade ainda não resolvida. Também há altruísmo do lado de Ralph, pois está preparado para se sacrificar, em vez de ficar no caminho de Laurie e forçá-lo ao seu estilo de vida, de sexualidade encoberta e 'singular'. Renault está empenhada em que os homens homossexuais sejam membros totalmente integrados da sociedade e que não tentem existir isolados num gueto criado por eles mesmos, ilustrado pela festa ("parte bordel, parte clube de solteirões")  na qual Ralph e Laurie se encontram. Com Ralph, Renault cria um anti-herói, com potencial para ser um guerreiro nobre (uma alusão ao Banquete (Platão), no qual um personagem filosofa sobre um exército composto por amantes do sexo masculino), a quem Laurie, que ainda não perdeu o seu idealismo juvenil, poderá redimir. Resta a esperança de que Laurie e Ralph possam construir uma relação prolongada e significativa, em vez de uma vida de mera gratificação sexual.
Renault tinha sido treinada como enfermeira e trabalhou durante vários meses no Winford Emergency Hospital, nos arredores de Bristol (que tinha um contingente bastante grande de objectores de consciência, a trabalhar como enfermeiros). O cenário de guerra da história permitiu a Renault considerar questões como a dos homossexuais poderem ser valorizados como membros úteis da sociedade, para 'se realizarem como seres humanos' como dizia, permanecendo fiéis à sua natureza. Os outros romances anteriores de Renault também tinham temas homossexuais (principalmente lésbicos), mas nos seus romances seguintes, Renault evitou o século XX e focou-se em histórias sobre amantes do sexo masculino nas sociedades guerreiras da Grécia antiga. Assim, ela não precisava mais de lidar com questões e preconceitos anti-homossexuais contemporâneos, ficando livre para examinar a natureza do amor masculino e dos heróis como objecto de amor.

## Personagens
- Laurence "Laurie" Patrick ("Spud") Odell: o personagem principal, de 23 anos; ferido em Dunquerque e enviado para um hospital temporário em Inglaterra - obviamente perto de Bristol (chamado Bridstow no romance).[6]
- Ralph Ross Lanyon: Um par de anos mais velho que Laurie e ex-prefeito-chefe do internato de Laurie; ele foi expulso após um 'escândalo sexual'; ingressou na marinha mercante e depois na Royal Naval Volunteer Reserve durante a guerra, onde perdeu vários dedos de uma mão enquanto comandava a embarcação que trouxe o ferido Laurie de volta de Dunquerque; é um dos amores de Laurie.[6]
- Andrew Raynes: outro interesse amoroso de Laurie; um jovem quacre e objector de consciência que trabalha no hospital no qual Laurie é paciente.[6]
- Reg Barker: amigo de Laurie - outro soldado ferido no hospital.[6]
- Madge Barker: a esposa de Reg, uma adúltera.[6]
- Enfermeira Adrian: uma enfermeira no hospital em que Laurie e Reg são pacientes[6]
- Lucy Odell: mãe de Laurie.[6]
- Michael Odell: pai de Laurie, falecido. Um repórter irlandês que morreu de alcoolismo e pneumonia quando Laurie tinha seis anos.[6]
- Gareth Straike: o segundo marido da mãe de Laurie.[6]
- Bunny: parceiro de Ralph e antigo companheiro de apartamento.[6]
- Alec Deacon: um médico estagiário, amigo e antigo amante de Ralph.[6]
- Sandy Reid: também estagiário e actual amante de Alec.[6]
- Dave: um quacre mais velho, que também trabalha no hospital e é o líder não oficial dos objectores de consciência que trabalham como enfermeiros; amigo de longa data da família de Andrew. Ele teve, pelo menos, uma 'paixão' pelo pai de Andrew (Bertie) antes de ambos se casarem.[6]

## Recepção e análise crítica
David Sweetman, biógrafo de Renault, observa que alguns críticos associaram o livro ao crescente movimento pela reforma das leis contra a homossexualidade na Grã-Bretanha e "até conseguiram o apoio do jornal oficial da Igreja da Inglaterra". Anthony Slide observou que O Auriga era um êxito de vendas junto da comunidade homossexual. Michael Bronski chamou ao romance  "um apelo direto à tolerância dos homossexuais" e elogiou-o como "sincero e bem escrito".
O Auriga não foi classificado entre os 100 melhores romances gays e lésbicos compilados pelo The Publishing Triangle em 1999. No entanto, os visitantes do site votaram-no número 3 (entre 100).
O Auriga nunca deixou de ser publicado desde a sua primeira edição, continuando a influenciar os leitores mesmo depois de passados mais de 60 anos.
Em 2013, o livro foi reeditado pela Virago Press como uma de suas séries Modern Classics; esta edição tem uma introdução útil por Simon Russell Beale .
The Charioteer foi publicado em espanhol em 1989 - traduzido por María José Rodellar - sob o título El Auriga, em grego em 1990 com o título Hō eniochos. e em português brasileiro com o título O Auriga, Mandarim (1996).
Em 2008, um fã criou sua versão do trailer de um filme (nunca feito) do romance. Há também um número considerável de 'criações' no Tumblr com personagens e citações de O Auriga.